# 陈乐素
陈乐素（1902年—1990年），别名陈博，男，广东新会人，中国历史学家，曾任暨南大学教授，中国宋史研究会副会长。

## 家庭
父亲陈垣。